# Le Masseur (film, 2020)
Pour les articles homonymes, voir Le Masseur.
Pour plus de détails, voir Fiche technique et Distribution.
Le Masseur (Śniegu już nigdy nie będzie) est un film germano-polonais réalisé par Małgorzata Szumowska, sorti en 2020.

## Synopsis
Un réfugié ukrainien quitte chaque jour son hlm lugubre pour aller masser les habitants d'un riche quartier résidentiel polonais. Il rentre dans les intimités de chacun, et assiste à leurs interactions décalées sans s'impliquer, se concentrant sur l'aide qu'il peut apporter à chacun. Une atmosphère onirique baigne tant le film que les personnages et les séances de massage ou d'hypnose.

## Fiche technique
- Titre français : Le Masseur[1]
- Titre original : Śniegu już nigdy nie będzie
- Réalisation : Małgorzata Szumowska
- Scénario : Michał Englert et Małgorzata Szumowska
- Costumes : Katarzyna Lewińska
- Photographie : Michał Englert
- Pays d'origine : Pologne, Allemagne
- Format : Couleurs - 35 mm
- Genre : comédie dramatique
- Durée : 113 minutes
- Dates de sortie :
  - Italie : 6 septembre 2020 (Mostra de Venise 2020)
  - Pologne : 16 octobre 2020

## Distribution
- Alec Utgoff :
- Weronika Rosati :
- Agata Kulesza :
- Katarzyna Figura :
- Maja Ostaszewska :

## Distinction

### Sélection
- Mostra de Venise 2020 : sélection en compétition[2]